# 오색천민
오색천민(일본어: 五色の賤 고시키노 센[*])은 고대 일본의 율령국가 시대의 5가지 천민 계급이다.
7세기 후반 일본에 도입된 율령제는 중국의 율령제를 본따 국민을 양민과 천민으로 구분하는 양천제를 채택하였다(645년 제정된 양천의 법). 율령에 있어서 양민과 천민의 내역은 다음과 같았다.
- 양민(良民): 관인(官人), 공민(公民), 품부(品部), 잡호(雑戸)
- 천민(賤民): 능호(陵戸), 관호(官戸), 가인(家人), 공노비(公奴婢), 사노비(私奴婢)

능호는 천황・황족의 능묘를 지키는 자로, 요로 율령이 시행됨에 따라 천민이 되었다. 관호는 범죄행위의 징벌로 몰관(没官)되어 천민으로 전락한 자로, 구분전 등은 양민과 동등하였고 76세가 되면 양민으로 복귀할 수 있었다. 가인은 지족(支族)의 말예가 예속화된 것으로서 대우는 사노비와 같으나 인신매매는 금지되었다. 공노비는 조정이 소유한 노비이고, 사노비는 호족이 소유한 노비로, 66세에 관호가 될 수 있었다. 사노비는 구분전이 얌민의 3분의 1이었고, 인신매매와 상속의 대상이 되었다. 공・사노비에게는 호(戶)의 형성이 허용되지 않았다.
능호는 능묘 수위 일을 계속했고, 관호와 관노비는 관전(官田) 경작에 종사하였고, 가인은 주가(主家)의 잡일 등에 종사했다. 사노비는 호전(戸田) 경작에 종사했다. 능호는 제릉료(諸陵寮)에서, 관호와 관노비는 관노사(官奴司), 후에는 주전료(主殿寮)에서 관할하였다.
율령시대의 노비는 인신매매의 대상으로서 비인도적 취급을 받았다. 하지만 일정 연령에 도달하면 관호를 거쳐 양민으로 해방될 수 있는 제도가 있었고, 그 전에도 주인이 관노사에 신고하여 양민으로 해방시켜줄 수 있었다. 주인집이 대가 끊겨 상속자가 없을 경우 노비는 양민이 되었다. 또한 승니령에 의하면 승려로 출가도 가능하였다. 때문에 사농공상(무사・백성・정인)과 완전히 격절된 신분외(外)신분이었던 에도시대 피차별민(예다・비인)의 신분만큼 고정적인 것은 아니었다.
그러나 노비는 개인별로 양민 또는 조정의 소유물로 여겨졌기 때문에, 자신들끼리 공동체를 가지고 예다두(穢多頭) 등에게 통솔되는 형태로 공동체를 권리보장의 기반으로 삼을 수 있었던 에도시대 피차별민에 비하면 권리보장의 기반은 취약했다고도 할 수 있다. 노비도 소송은 제기할 수 있었지만 형벌 등에서 불리한 판정을 받았다.
일본 조정이 반전제와 호적제도를 기초로 한 인민의 직접적 인신지배를 포기하고, 명전(名田) 경영을 도급주는 전도부명을 통한 간접지배로 이행하면서 율령제가 해체됨에 따라 양천제 역시 점차 유명무실해졌다. 양천간의 통혼도 점차로 묵인되었고, 개중에 탈세 목적으로 천민과 결혼하는 자도 나타났다. 789년 양천간의 통혼으로 생긴 아이를 양민으로 판정하였고, 907년에는 노비제가 폐지되었다.  그러므로 고대의 오색천민과, 근현대에 부락민으로 불리게 되는 에도시대 피차별민 공동체는 역사적 연속성이 희박하다고 볼 수 있다.

## 참고 문헌
- 小島, 憲 (1926), 〈律令における奴婢〉, 国立国会図書館デジタルコレクション 《文化の特質と社会問題》 |url= 값 확인 필요 (도움말), 有斐閣　 다음 글자 무시됨: ‘和書’ (도움말)